# Prielom Hornádu
Prielom Hornádu är en kanjon i Slovakien. Vattendraget Hornád rinner igenom Prielom Hornádu.